# Gunnar Lagergren
Gunnar Lagergren (* 23. August 1912 in Stockholm; † 28. Dezember 2008 in Danderyd) war ein schwedischer Jurist. Im Laufe seiner Karriere wirkte er als Richter und Präsident an verschiedenen nationalen und internationalen Gerichten und Schiedsgerichten. So war er von 1977 bis 1988 Richter am Europäischen Gerichtshof für Menschenrechte in Straßburg und von 1981 bis 1984 Präsident des Iran-United States Claims Tribunal.

## Leben
Lagergren studierte an der Universität Stockholm zunächst Mathematik, Philosophie und Volkswirtschaftslehre und widmete sich anschließend dem Studium der Rechtswissenschaften, das er 1937 mit dem Master of Laws beendete. 1940 wurde er zum Richter am Svea hovrätt ernannt. Im Dezember 1943 wurde ihm eine Stelle in der schwedischen Botschaft in Berlin bei Botschafter Arvid Richert angeboten, die er annahm. Er wurde Leiter der Abteilung B, die für die Wahrnehmung der Verpflichtungen Schwedens als Schutzmacht zuständig war. 
Nach Kriegsende nahm Lagergren seine Arbeit am Svea hovrätt wieder auf. Daneben wirkte er als Schiedsrichter bei Streitigkeiten, welche vor der Internationalen Handelskammer in Paris ausgetragen wurden. 1953 übernahm Lagergren einen Posten als Richter am Internationalen Gerichtshof in Tanger, wo er bis 1956 tätig war. Danach wirkte er zehn Jahre lang als Richter in der Schiedskommission für Güter, Rechte und Interessen in Deutschland, welche aufgrund des Vertrages zur Regelung aus Krieg und Besatzung entstandener Fragen in Koblenz errichtet worden war. 1957 wurde er zudem als Richter aus einem neutralen Land an das neu gegründete französisch-saarländische Schiedsgericht berufen, zu dessen Präsident der italienische Jurist Roberto Ago ernannt wurde. Letztendlich wurde dem Gericht jedoch nie ein Fall angetragen. Von 1964 bis 1990 wirkte Lagergren darüber hinaus als Richter am Obersten Rückerstattungsgericht, zunächst in Herford, anschließend in München. 
Im Dezember 1965 wurde Lagergren von U Thant, dem damaligen Generalsekretär der Vereinten Nationen, als Präsident einer dreiköpfigen Schiedskommission eingesetzt, die im zwischen Indien und Pakistan ausgebrochenen Konflikt um den Salzsumpf Rann von Kachchh entscheiden sollte. Die Verhandlungen gestalteten sich schwierig und zogen sich bis ins Jahr 1969, als der Rechtsstreit mit einer Zeremonie im Svea hovrätt am 22. September 1969 beendet werden konnte. Indien wurde im Ergebnis 90 % der Fläche von Rann von Kachchh zugesprochen, Pakistan 10 %. 
1966 war Lagergren zum Präsidenten des Berufungsgerichts für Westschweden ernannt worden, trat die Stelle aber erst nach Beendigung des Schiedsverfahrens im Fall Rann von Kachchh an. Er wirkte dort zehn Jahre lang, führte daneben aber seine internationalen Aktivitäten fort. 1977 wurde er als Nachfolger von Sture Petrén zum Richter am Europäischen Gerichtshof für Menschenrechte in Straßburg ernannt und übte dieses Amt bis 1988 aus. Darüber hinaus wirkte er von 1981 bis 1984 als Präsident des Iran-United States Claims Tribunal und von 1986 bis 1988 als Präsident einer fünfköpfigen Schiedskommission, welche in dem zwischen Israel und Ägypten bestehenden Grenzkonflikt um die Stadt Taba eingesetzt worden war.
Lagergren wurde 1976 zum Reichsmarschall ernannt und war damit Chef des schwedischen Hofstaates. Er trat jedoch 1982 von diesem Amt zurück, da er zunehmend in der Arbeit für das Iran-United States Claims Tribunal eingebunden war. 
1965 wurde Lagergren die Ehrendoktorwürde der Universität Uppsala verliehen. Zudem war er seit 1980 Mitglied der Kungliga Vitterhets Historie och Antikvitets Akademien.

## Familie
Im Dezember 1943 heiratete Lagergren Nina von Dardel, Halbschwester des schwedischen Diplomaten Raoul Wallenberg und Nichte des schwedischen Malers Nils von Dardel. Sie bekamen vier Kinder. Ihre älteste Tochter Nane wurde im Oktober 1944 in Berlin geboren. Sie war in zweiter Ehe mit Kofi Annan verheiratet.

## Werke (Auswahl)
- Delivery of the goods and transfer of property and risk in the law on sale. Norstedt, Stockholm 1954.
- Five important cases on nationalisation of foreign property: decided by the Iran-United States Claims Tribunal. Raoul Wallenberg Institute of Human Rights and Humanitarian Law, Lund, 1988.